# Calhetas
Calhetas é uma freguesia do município da Ribeira Grande, situada na costa norte da ilha de São Miguel, na Região Autónoma dos Açores, com 4,70 km² de área e 910 habitantes (censo de 2021). A sua densidade populacional é 193,6 hab./km².
A localidade de Calhetas dista 9 km da sede de concelho a que pertence e 11,4 km de Ponta Delgada, a principal cidade da ilha. Confronta a norte com o mar e a sul e leste com o concelho de Ponta Delgada. Foi inicialmente um lugar da freguesia de Rabo de Peixe, e posteriormente parte da freguesia do Pico da Pedra, da qual foi desanexada a 30 de janeiro de 1924.

## Topónimo

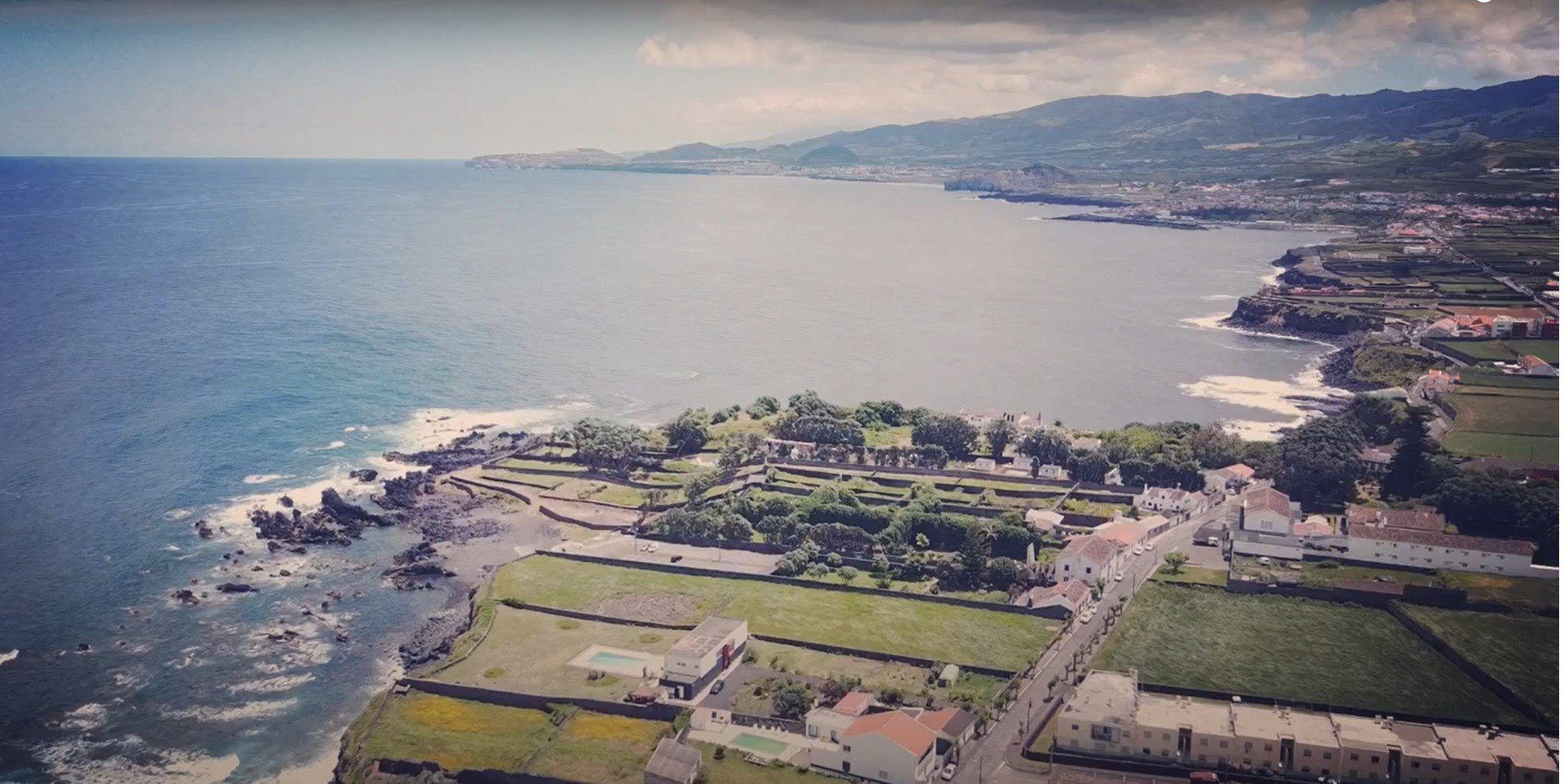
Vista aérea da freguesia de Calhetas e costa norte da ilha de São Miguel - Açores, Portugal

O nome desta freguesia resulta da configuração da sua costa que apresenta pequenas enseadas de rocha ou calhaus, denominadas calhetas, existindo mesmo um pequeno porto, hoje zona balnear, onde em tempos se praticou a pesca artesanal.

## História
A povoação de Calhetas esteve anexada ao Pico de Pedra, povoação esta que então fazia parte da freguesia do Senhor Bom Jesus de Rabo de Peixe. Em 1924, o lugar de Calhetas, então já parte da freguesia do Pico da Pedra, foi elevada a freguesia.
Logo se construiu a Igreja do Bom Jesus de Rabo de Peixe com quatro ermidas: Nossa Senhora do Rosário, Nossa Senhora dos Prazeres, S.Sebastião e Nossa Senhora da Boa Viagem, como o lugar das Calhetas seja sufragâneo desta igreja, de que fica muito distante, por ter muitos fogos e gente, o Bispo D. Fr. Lourenço de Castro, no tempo que esteve na ilha, criou sua ermida da Boa-Viagem um novo curado que cedo será freguesia.
Como nota curiosa nota-se que em 1960 atingiu o seu auge demográfico com 875 residentes. No decénio seguinte havia 616 e em 1970, registavam-se apenas 603 com 206 fogos. Note-se ainda que em 1913 contava então com 402 almas. Em 1981 tinha 531 pessoas reunidas em 138 famílias. Conta com 183 edifícios residenciais. Contrariando a tendência de emigração para o Canada, Estados Unidos e Bermudas a densidade demográfica desta freguesia tem tido uma evolução gradual. Calhetas contava com um total de 595 habitantes, de acordo com os censos realizados no ano de 1991. Em 2001, a população sofreu um pequeno crescimento, totalizando os 780 populares. Verifica-se que a densidade demográfica é muito elevada, pois trata-se de uma região predominantemente rural. Atualmente a população deve totalizar os 1000 habitantes.
Era natural das Calhetas o dr. António da Silva Cabral, descendente de um antigo partidário de D. Miguel I de Portugal, que se refugiou em São Miguel por questões políticas. Concluiu a sua formatura em Medicina na Universidade de Coimbra, tendo-se fixado em Vila Franca do Campo, onde exerceu a clínica no respectivo hospital. Era presidente da Câmara Municipal daquele concelho quando a 18 de Março de 1900 foi inaugurada a iluminação eléctrica daquela vila, a primeira dos Açores a dispor dessa tecnologia. No jardim público à entrada de Vila Franca do Campo há um busto do dr. António da Silva Cabral, mandado levantar pelo município, como justa homenagem da exaltação e reconhecimento à sua memória.
Foi no início da segunda metade do século XIX que se introduziu nos Açores, especialmente em São Miguel, a cultura industrial do chá, embora seja tradição que nos fins do século XVII a planta já existisse no arquipélago. Segundo um apontamento do dr. Carreiro da Costa, o chá teria começado em São Miguel com a vinda por volta de 1820 de algumas sementes trazidas do Brasil pelo micaelense Jacinto Leite que as utilizou numa propriedade sua, nas Calhetas.

## Turismo - alojamento
A nível de alojamento turístico, a freguesia possui algumas unidades onde se destacam:
ENTRE MUROS - Turismo Rural Unidades de alojamento de turismo no espaço rural, com terraço e alpendre exclusivos, inseridos num espaço de natureza que mergulham na deslumbrante envolvência com o mar.
Casa das Calhetas - casa do século XVIII (1723): casa de turismo de habitação, antigo solar do século XVIII (1723).
Hotel Pedras do mar

## Demografia
A população registada nos censos foi:
| Distribuição da População por Grupos Etários | Distribuição da População por Grupos Etários | Distribuição da População por Grupos Etários | Distribuição da População por Grupos Etários | Distribuição da População por Grupos Etários |
| -------------------------------------------- | -------------------------------------------- | -------------------------------------------- | -------------------------------------------- | -------------------------------------------- |
| Ano                                          | 0-14 Anos                                    | 15-24 Anos                                   | 25-64 Anos                                   | > 65 Anos                                    |
| 2001                                         | 228                                          | 148                                          | 349                                          | 55                                           |
| 2011                                         | 239                                          | 153                                          | 544                                          | 52                                           |
| 2021                                         | 159                                          | 115                                          | 553                                          | 83                                           |

## Educação
Data de 1871 o pedido de criação da primeira escola pública no lugar das Calhetas, então para o sexo masculino, uma vez que só mais tarde é que as do sexo feminino, tiveram cabimento.
Este pedido foi feito pelo então Comissário de Estudos Dr. Eugénio Canto, tendo em vista que bons resultados do ensino como meio de moralizar o povo. Oficialmente a primeira escola primária é criada em 7 de Julho de 1943, funcionando também em 1959 um posto escolar.
Presentemente a freguesia das Calhetas dispõe de um edifício escolar de quatro salas de aula, frequentado aproximadamente por 60 alunos.

## Geografia
Situada na costa norte da ilha, esta é a freguesia mais pequena do Concelho da Ribeira Grande, possuindo uma igreja cujo orago é Nossa Senhora da Boa Viagem (festejos no 4.º domingo de Setembro), uma associação juvenil "Os Valentes", com uma equipa de futebol, um convento da Ordem das Clarissas denominado Mosteiro de Nossa Senhora das Mercês, um salão de devoção Baptista e um cemitério.
A nível de recreio e interesse turístico, a freguesia possui:
- Casa de Turismo de Habitação, antigo solar do século XVIII (1723);
O mar banha as costas pelo Norte; a Sul, fica o Pico da Pedra; a leste, Rabo de Peixe e a oeste Fenais da Luz.
O lugar das Calhetas, então pertencente a Rabo de Peixe, é uma povoação situada sobre a rocha na costa norte da ilha a quem o mar tem vindo a roubar, constantemente as suas casas, e mesmo segundo frei Agostinho de Montalverne, a primitiva ermida da Boa Viagem. Ainda hoje os calhetenses chamam a esses calhaus em pleno mar a Pedra da Boa Viagem.

## Património
- Igreja Nossa Senhora da Boa Viagem;
- Miradouro da Vigia da Baleia;
- Campo de Golfe da Batalha;
- Portinho das Calhetas;
- Zona balnear - Piscinas Naturais "Calhau da Furna";
- Mosteiro de Nossa Senhora das Mercês  https://www.clarissasacores.pt. Construção, do século XX, alberga em clausura irmãs Clarissas que se dedicam à contemplação e a trabalhos piedosos.
- Casa das Calhetas - antigo solar do século XVIII (1723) - convertido em Turismo de Habitação.
- Fontanário